# Ошурково (Варгашинский район)
Ошурково — село в Варгашинском районе Курганской области. Входит в состав Верхнесуерского сельсовета.

## История
До 1917 года входило в состав Верхнесуерской волости Ялуторовского уезда Тобольской губернии. По данным на 1926 год состояло из 184 хозяйств. В административном отношении являлось центром Ошурковского сельсовета Марайского района Курганского округа Уральской области.

## Население
| 1912 | 1926 | 1989 | 2002 | 2010 |
| ---- | ---- | ---- | ---- | ---- |
| 676  | ↗814 | ↘359 | ↘344 | ↘307 |

По данным переписи 1926 года в селе проживало 814 человек (393 мужчины и 421 женщина), в том числе: русские составляли 100 % населения.